# Herold di Salisburgo
Herold Luitpoldinger di Salisburgo (... – Monastero di Sabiona, dopo il 967) è stato un arcivescovo tedesco, arcivescovo di Salisburgo e abate dell'abbazia di San Pietro dal 939 al 955, quando venne deposto dal re di Germania Ottone per aver violato il dovere di fedeltà.

## Biografia
Herold apparteneva alla famiglia ducale dei Luitpoldingi, la cui fedeltà re Ottone voleva assicurarsi attraverso la sua nomina ad arcivescovo di Salisburgo. Probabilmente Herold era un figlio di quel conte Albrich con il quale un precedente arcivescovo, Adalbert II aveva concluso uno scambio di territori nella Carantania.
Nei primi anni della sua reggenza Herold si dimostrò un fedele seguace di Ottone. Era intenzione di quest'ultimo di ridurre l'antico potere delle famiglie ducali a favore di un più chiaro ruolo del re, ed egli contava molto sull'appoggio dell'alto clero, al quale faceva svariate concessioni. Nel 940 Ottone confermò all'arcivescovato di Salisburgo il possesso di Salzburghofen, unitamente a notevoli redditi e dazi a Reichenhall. Inoltre confermò l'immunità della chiesa di Salisburgo, nonché di tutte le relative abbazie, e la liberò espressamente dalla sottomissione al giudizio comitale. Tutti e tre gli arcivescovi renani erano stati nominati arcicappellani e nel 945 venne aggiunto loro anche l'arcivescovo salisburghese.
Dopo la morte, avvenuta nel 947, del duca di Baviera Bertoldo della dinastia di Herold, i Luitpoldingi, il re affidò il ducato di Baviera a suo fratello Enrico I, al fine di rafforzare il potere centrale dei re tedeschi. Il figlio maggiore di Ottone, Liudolfo di Svevia, si sentì scavalcato e nel 953 organizzò una rivolta contro suo padre insieme ad importanti esponenti della famiglia dei Luitpoldingi. Anche in questo conflitto Herold, nonostante la sua parentela con i ribelli, si mantenne leale al re, che ricompensò l'arcivescovo con la donazione di ulteriori possedimenti. In questo periodo si colloca inoltre l'attività di Herold al sinodo di Ingelheim (948) e alla dieta di Augusta (952).
In seguito, tuttavia, l'arcivescovo di Salisburgo passò nel campo dei ribelli e si unì ai suoi parenti Luitpoldingi. Nonostante la riconciliazione di parecchi ribelli con il re e la morte del loro capo, il conte palatino Arnolfo, al conflitto fu posto termine soltanto con la battaglia di Mühldorf, che probabilmente ebbe luogo il 1º maggio 955. Herold venne imprigionato da Ottone prima della battaglia e lo accusò di alto tradimento e ribellione; Enrico I Baviera, fratello del sovrano, lo fece quindi accecare e venne mandato in esilio nel monastero di Sabiona. Poiché Herold non volle riconoscere la sua destituzione da arcivescovo e continuò ad esercitare le funzioni liturgiche, nel 962 papa Giovanni XII minacciò di scomunicarlo e lo incolpò di aver attirato gli Ungari in Baviera. Nel 967 papa Giovanni XIII rinnovò la minaccia di scomunica, che venne sottoscritta da Ottone, nel frattempo divenuto imperatore, e da 59 arcivescovi. La colpa di Herold non risulta però dimostrata definitivamente.